# Колгоспник (Карлівка)
«Колгоспник» — український радянський футбольний клуб із Карлівки Полтавської області. У 1950-х роках команда брала участь у розіграшах Чемпіонату УРСР, Чемпіонату та Кубка Полтавської області. Була бронзовим призером Чемпіонату та фіналістом Кубка області 1954 року, поступившись у фіналі полтавському «Локомотиву» з рахунком 1:4.

## Досягнення
Чемпіонат Полтавської області
- Бронзовий призер (1): 1954

Кубок Полтавської області
- Фіналіст (1): 1954